# Pixel 7
Pixel 7およびPixel 7 Proは、GoogleがGoogle Pixel製品群の一部として設計、開発、販売しているスマートフォンである。それぞれ、Pixel 6とPixel 6 Proの後継製品である。2022年5月のGoogle I/Oのキーノートで初めて一部が公開された。第2世代のGoogle Tensorチップを搭載しており、Pixel 6と似たデザインを採用している。Android 13が搭載されて出荷されている。
Pixel 7とPixel 7 Proは、2022年10月6日に毎年行われているイベントMade by Googleで正式に発表され、アメリカ合衆国で10月13日に発売された。

## 仕様

### デザイン
Pixel 7とPixel 7 Proはともに、Pixel 6とPixel 6 Proで導入されたツートーンの配色の背面と大きなカメラバーがあり、さらにカメラバーはアルミニウム製に変わった。前面もPixel 6シリーズと同様の中央の穴あきディスプレイノッチを踏襲している。それぞれ3色のカラーオプションがある。
| Pixel 7 | Pixel 7    | Pixel 7 Pro | Pixel 7 Pro |
| カラー  | 名称       | カラー      | 名称        |
|         | Lemongrass |             | Hazel       |
|         | Snow       |             | Snow        |
|         | Obsidian   |             | Obsidian    |